# Null Uhr (Album)
Null Uhr ist das Debütalbum des österreichischen Hip-Hop-Musikers MAdoppelT. Es wurde am 3. Mai 2004 über das Label Schwer Records veröffentlicht. Der Veröffentlichung des Longplayers ging die Promo-Single „Rock den Shit“ voraus.

## Hintergrund
Außerdem wurde mit der Wiener Firma Hoanzl neben goalgetter und Groove Attack ein Vertriebspartner gefunden. Für den Verlag der Tracks von H. Hörtnagl wurde mit der Firmentochter von Vivendi, Universal Music Publishing, ein Vertrag abgeschlossen.
Als Produktionsleiter fungierte Flo Machek, die Texte wurden gänzlich von MAdoppelT selbst geschrieben. Als Gastmusiker wurden teilweise bereits bekannte österreichische Künstler wie Diana Lueger (Zweitfrau) oder Boris Uran (Teilnehmer an der Casting-Show Starmania) ausgewählt. Die Beats stammen von Kaltschale!, Honeycut, Doppeltes Risiko, DBH (Total Chaos), dem Waxolutionists-Mitglied Bionic Kid, TwinTowas sowie von Rasputin (Produzent des deutschen Rappers Azad) und den Bedford Beatz. Musikalisch gibt auf dem Album der Hip-Hop die Linie vor, wobei sich daneben Elemente des Contemporary R&B finden. Die Illustration des Albumcovers stammt von der Firma Superplus+.

## Rezeption
Der kommerzielle Erfolg blieb nach der Veröffentlichung des Albums aus, eine Chartposition konnte nicht erreicht werden, obwohl die Kritiken größtenteils positiv ausfielen. Sebastian Fasthuber, Journalist der linksliberalen Wochenzeitung Falter, bezeichnet MAdoppelT als Thomas Muster des Hip-Hop, sein Album sei ein gewagtes Experiment zwischen Underground-Tracks und Stücken mit […] so noch nicht gehörten R-'n'-B-Refrains, MAdoppelt zeichne sich durch eine erstaunliche sprachliche Wendigkeit aus, wie man sie im deutschsprachigen HipHop immer noch selten finde.
Das E-Zine rapheadz.de findet doch negative Kritik am Album. Das Intro lade direkt zum Kopfnicken und Schaken ein, die nächsten beiden Tracks würden Stimmung aufbauen, allerdings wandle das Album dann. Textlich sei es nicht schlecht, der lallende Rapstil gehe nach einer Zeit auf die Nerven. Das Album sei eines mit zwei Seiten und nur mittelmäßig.

## Titelliste
1. Intro
2. WHOW
3. Rock den Shit (feat. Andie Gabauer)
4. Starkes Gift (feat. Boris Uran)
5. Kannst dir nicht vorstellen…
6. In eurer Welt
7. Etwas lauter
8. Durstig
9. Null Uhr
10. Rapgame
11. Nicht zu verbiegen
12. Meine Festung
13. Nimm meine Hand
14. Sieh mich an (feat. July)
15. Warum ich?
16. Trink dein Glas aus